# سیارک ۱۱۳۶۰
سیارک ۱۱۳۶۰ (به انگلیسی: 11360 Formigine، نامگذاری:1998DL14) یازده هزار و سیصد و شصتمین سیارک کشف شده‌است که در ۲۴ فوریه ۱۹۹۸ کشف شد.
قدر مطلق سیارک برابر ۱۵٫۲۰ است.